# Stephan Keppler
Stephan Keppler nació el 1 de febrero de 1983 en Munich (Alemania), es un esquiador que tiene 1 pódium en la Copa del Mundo de Esquí Alpino.

## Resultados

### Juegos Olímpicos de Invierno
- 2010 en Vancouver, Canadá
  - Descenso: 24.º
  - Combinada: 24.º

### Campeonatos Mundiales
- 2007 en Åre, Suecia
  - Super Gigante: 37.º
- 2009 en Val d'Isère, Francia
  - Descenso: 15.º
  - Combinada: 20.º
  - Super Gigante: 24.º
- 2013 en Schladming, Austria
  - Descenso: 24.º
  - Super Gigante: 33.º

### Copa del Mundo

#### Clasificación General Copa del Mundo
- 2005-2006: 128.º
- 2006-2007: 65.º
- 2007-2008: 116.º
- 2008-2009: 117.º
- 2009-2010: 86.º
- 2011-2012: 62.º